# Кунардо
Куна̀рдо (на италиански: Cunardo; на ломбардски: Cunard, Кунард) е малко градче и община в Северна Италия, провинция Варезе, регион Ломбардия. Разположено е на 450 m надморска височина. Населението на общината е 2967 души (към 2017 г.).